# Frederiksborg Amt
Frederiksborg Amt – jeden z 13 duńskich okręgów istniejących w latach 1970–2006. Położony był na północnej Zelandii. Został utworzony 1 kwietnia 1970 na mocy reformy podziału administracyjnego Danii, natomiast zlikwidowany podczas kolejnej reformy, przyjętej przez parlament w 2005, a wdrożonej 1 stycznia 2007. Obecnie jego terytorium jest częścią regionu administracyjnego Region Stołeczny.

## Gminy
- gmina Allerød
- gmina Birkerød
- gmina Farum
- gmina Fredensborg-Humlebæk
- gmina Frederikssund
- gmina Frederiksværk
- gmina Græsted-Gilleleje
- gmina Helsinge
- gmina Helsingør
- gmina Hillerød
- gmina Hundested
- gmina Hørsholm
- gmina Jægerspris
- gmina Karlebo
- gmina Skibby
- gmina Skævinge
- gmina Slangerup
- gmina Stenløse
- gmina Ølstykke